# Fridolf
Cette page présente le prénom Fridolf ainsi que ses variantes.
Fridolf (ou Fridulf) est un prénom masculin scandinave. Dérivé du vieux haut-allemand, il est composé des éléments fridu « paix, tranquillité » et wolf « loup ». Ce prénom suédois, assez rare de nos jours, peut également se rencontrer parmi la population suédophone de Finlande.
Le prénom Fridolf est à l'origine du patronyme suédois Fridolfsson signifiant « Fils de Fridolf ».

## Personnalités portant ce prénom
- Fridolf Andersson (1867–1924), musicien, organiste et chef d'orchestre finlandais ;
- Fridolf Gustafsson (1853–1924), philologue, écrivain et homme politique finlandais ;
- Fridolf Lundberg (1867–1924), chef d'orchestre et compositeur suédois ;
- Fridolf Ödberg (1845–1916), historien suédois ;
- Fridolf Rhudin (en) (1895–1935), acteur suédois ;
- Fridolf Thapper (1899–1974), homme politique suédois.